# Nathalie Cardone
Nathalie Cardone é uma atriz e cantora francesa. Nasceu no dia 29 de março de 1967, em Pau no departamento dos Pirenéus Atlânticos. Seu pai era siciliano e sua mãe era espanhola

## Cinema
Nathalie apareceu pela primeira vez em telas francesas em 1988 no filme Drole D’endroit Pour Une Rencontre ao lado de Gérard Depardieu e Catherine Deneuve. Mas foi apenas com um pequeno papel no filme La Petite Voleuse que sua carreira tomou força. 

## Música
Produziu vários top singles: Popular, Mon Ange e a mais famosa de todas, Hasta Siempre, uma música cubana homenageando o revolucionário Che Guevara.